# VfR Köln 04 rrh.
VfR Köln 04 rrh. (celým názvem: Verein für Rasensport Köln 04 rechtsrheinisch) byl německý sportovní klub, který sídlil v Kolíně nad Rýnem ve spolkové zemi Severní Porýní-Vestfálsko. Založen byl v roce 1904 pod názvem FC Germania Kalk. Svůj poslední název nesl od roku 1945. Zanikl v roce 1949 po fúzi s Mülheimer SV 06 do nově založené organizace SC Rapid Köln. Klubové barvy byly modrá a bílá.
Největším úspěchem klubu v ligových soutěžích bylo vítězství v západoněmeckém fotbalovém mistrovství v sezóně 1925/26. Dále byl držitelem celkem dvojnásobného triumfu v Gaulize Mittelrhein, jedné ze skupin tehdejší nejvyšší fotbalové soutěže na území Německa.
Své domácí zápasy odehrával na stadionu Sportpark Höhenberg s kapacitou 6 271 diváků.

## Historické názvy
Zdroj: 
- 1904 – FC Germania Kalk (Fußballclub Germania Kalk)
- 1905 – fúze s FC Kalk ⇒ SV Kalk 04 (Sportverein Kalk 04)
- 1906 – fúze s Mülheimer FC ⇒ VfR 1904 Mülheim-Kalk (Verein für Rasensport 1904 Mülheim-Kalk)
- 1918 – VfR Köln 04 rrh. (Verein für Rasensport Köln 04 rechtsrheinisch)
- 1943 – KSG VfR 1904/Mülheimer SV Köln (Kriegssportgemeinschaft VfR 1904/Mülheimer SV Köln)
- 1945 – zánik
- 1945 – obnovena činnost pod názvem VfR Köln 04 rrh. (Verein für Rasensport Köln 04 rechtsrheinisch)
- 1949 – fúze s Mülheimer SV 06 ⇒ SC Rapid Köln
- 1949 – zánik

## Získané trofeje
- Westdeutsche Fußballmeisterschaft ( 1× )
  - 1925/26
- Gauliga Mittelrhein ( 2× )
  - 1934/35, 1936/37

## Umístění v jednotlivých sezonách
Stručný přehled
Zdroj: 
- 1933–1938: Gauliga Mittelrhein
- 1939–1940: Gauliga Mittelrhein – sk. 1
- 1940–1941: Gauliga Mittelrhein
- 1941–1944: Gauliga Köln-Aachen
- 1947–1948: Fußball-Oberliga West
- 1948–1949: Rheinbezirksliga – sk. 1

Jednotlivé ročníky
Zdroj: 
Legenda: Z - zápasy, V - výhry, R - remízy, P - porážky, VG - vstřelené góly, OG - obdržené góly, +/- - rozdíl skóre, B - body, zlaté podbarvení - 1. místo, stříbrné podbarvení - 2. místo, bronzové podbarvení - 3. místo, červené podbarvení - sestup, zelené podbarvení - postup, fialové podbarvení - reorganizace, změna skupiny či soutěže
| Velkoněmecká říše (1933 – 1944)     |                             |        |    |     |     |     |    |    |     |    |        |
| Sezóny                              | Liga                        | Úroveň | Z  | V   | R   | P   | VG | OG | +/- | B  | Pozice |
| 1933/34                             | Gauliga Mittelrhein         | 1      | 20 | 12  | 3   | 5   | 47 | 35 | +12 | 27 | 2.     |
| 1934/35                             | Gauliga Mittelrhein         | 1      | 18 | 13  | 3   | 2   | 47 | 20 | +27 | 29 | 1.     |
| 1935/36                             | Gauliga Mittelrhein         | 1      | 18 | 7   | 3   | 8   | 36 | 32 | +4  | 17 | 7.     |
| 1936/37                             | Gauliga Mittelrhein         | 1      | 20 | 12  | 6   | 2   | 59 | 31 | +28 | 30 | 1.     |
| 1937/38                             | Gauliga Mittelrhein         | 1      | 18 | 5   | 4   | 9   | 29 | 36 | -7  | 14 | 8.     |
| 1938/39                             | Gauliga Mittelrhein         | 1      | 18 | 7   | 6   | 5   | 32 | 31 | +1  | 20 | 5.     |
| 1939/40                             | Gauliga Mittelrhein – sk. 1 | 1      | 12 | 5   | 3   | 4   | 35 | 32 | +3  | 13 | 4.     |
| 1940/41                             | Gauliga Mittelrhein         | 1      | 18 | 10  | 3   | 5   | 50 | 34 | +16 | 23 | 2.     |
| 1941/42                             | Gauliga Köln-Aachen         | 1      | 16 | 8   | 4   | 4   | 42 | 31 | +11 | 20 | 2.     |
| 1942/43                             | Gauliga Köln-Aachen         | 1      | 18 | 11  | 2   | 5   | 59 | 27 | +32 | 24 | 2.     |
| 1943/44                             | Gauliga Köln-Aachen         | 1      | 16 | 7   | 4   | 5   | 42 | 28 | +14 | 18 | 3.     |
| Britská okupační zóna (1947 – 1949) |                             |        |    |     |     |     |    |    |     |    |        |
| Sezóny                              | Liga                        | Úroveň | Z  | V   | R   | P   | VG | OG | +/- | B  | Pozice |
| 1947/48                             | Fußball-Oberliga West       | 1      | 24 | 5   | 7   | 12  | 23 | 43 | -20 | 17 | 12.    |
| 1948/49                             | Rheinbezirksliga – sk. 1    | 2      | 26 | ... | ... | ... | 50 | 49 | +1  | 28 | 6.     |

Poznámky
- 1943/44: Klub v soutěži účinkoval pod společným názvem KSG VfR 1904/Mülheimer SV Köln.